# Alfonso García Ramos
Alfonso García-Ramos y Fernández del Castillo fue un periodista y escritor español nacido en Santa Cruz de Tenerife el 24 de febrero de 1930 y fallecido en San Cristóbal de La Laguna el 4 de marzo de 1980.

## Biografía
Nació el 24 de febrero de 1930 en Santa Cruz de Tenerife pero se trasladó muy pronto a La Laguna, ciudad en la que desarrolló casi toda su vida académica. Estudió en el Colegio de los Hermanos de las Escuelas Cristianas (La Salle), el bachillerato en la academia "Tomás de Iriarte" y los primeros cuatro años de la carrera de Derecho en la Universidad de La Laguna la cual finalizó en la Universidad Central de Madrid.
En 1958, tras obtener el título de periodista en la Escuela Oficial de Periodismo de Madrid regresó a Tenerife y se incorporó al diario vespertino tinerfeño La Tarde, fundado por Víctor Zurita Soler. A este periódico estuvo vinculado durante casi toda su vida: fue redactor entre 1959 y 1970, subdirector entre 1970 y 1974, y finalmente, director entre 1974 y 1980.
Cuando en diciembre de 1963 se crea en la Universidad de La Laguna una Sección de la Escuela Oficial de Periodismo de Madrid, Alfonso García-Ramos se incorporó como profesor y realizó una intensa labor, tanto docente como de gestión pues también ocupó los cargos de secretario, subdirector y de director en funciones hasta su supresión por el Ministerio de Educación y Ciencia. De forma especial puede destacarse su actividad investigadora pues dirigió y estimuló un gran número de las tesinas de grado leídas en la Escuela, que permitieron rescatar parcelas fundamentales de la prensa histórica del archipiélago.
Militó en el Partido Socialista Obrero Español desde los tiempos de la clandestinidad y —según recordaba Jerónimo Saavedra—  se ocupaba en los primeros años 70 de la redacción de los artículos de Avance (que tomaba el nombre de la revista de los socialistas canarios de la II República), una publicación del aparato de propaganda del partido de la que se distribuía un millar de ejemplares multicopiados entre ambas provincias canarias. Con la llegada de la democracia renunció a la militancia para no ver limitadas su libertad e independencia en su actividad como periodista, pero no renunció nunca a su ideario socialista. Alfonso García-Ramos fue consejero independiente del Cabildo Insular de Tenerife tras las elecciones celebradas en 1978, desempeñando una importante labor desde la presidencia de la Comisión de Educación y Cultura.
Perteneció al Ateneo de La Laguna desde 1960 y ocupó la presidencia del mismo en diferentes mandatos. En 1979, con motivo del LXXV aniversario de la fundación del centro fue nombrado Presidente de Honor del Ateneo de La Laguna.

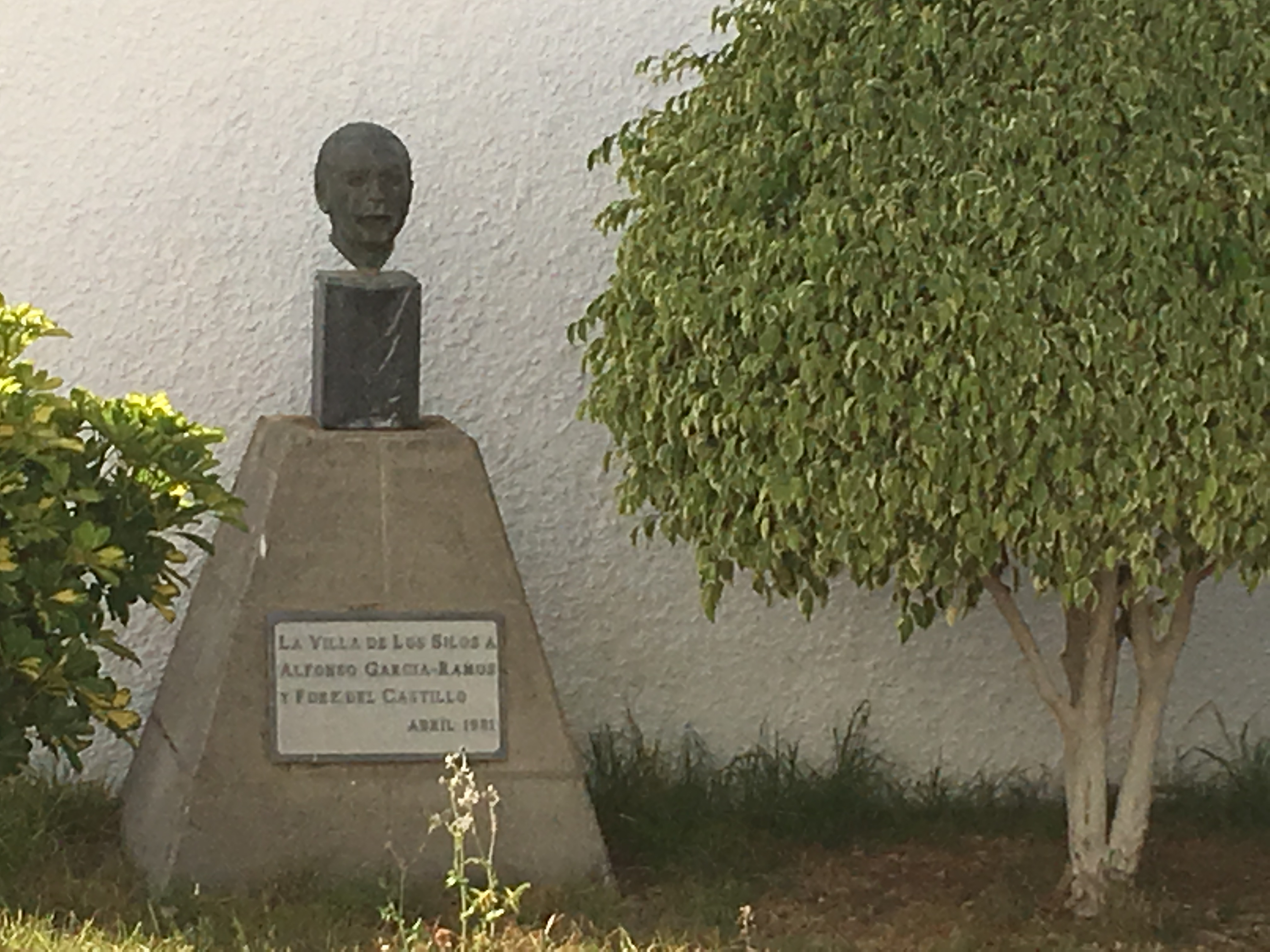
Busto de Alfonso García-Ramos en Los Silos

A título póstumo, recibió el nombramiento de Hijo Predilecto de la isla de Tenerife, y la Encomienda de Número de la Orden del Mérito Civil. Llevan su nombre una calle en Güímar, una calle en Los Realejos (Realejo Bajo) y otra en el barrio lagunero de La Higuerita donde vivió sus últimos años. También lo lleva el Premio Internacional de Novela que instituyó el Cabildo Insular de Tenerife poco después de su muerte. En el auditorio municipal de Los Silos se levanta un busto en su memoria.
Falleció el 4 de marzo de 1980 en La Laguna.

## El escritor
Alfonso García-Ramos perteneció a esa generación de escritores, nacidos entre 1920 y 1930, que empiezan a escribir en los años 50 y cuya obra supuso una renovación de la narrativa canaria. Según Luis Alemany, a este grupo generacional pertenecerían también: Pedro Lezcano, Julio Tovar, Isaac de Vega, Ventura Doreste, Rafael Arozarena, Carlos Pinto Grote, y Enrique Lite. 

"[...]  Estos autores tienen en común la forma de abordar el conflicto existencial que supone la vida en las islas en ese preciso instante de la historia, tras la trágica experiencia de dos guerras  y tras la secuelas, no menos dramáticas de una posguerra oscura y esterilizadora".

 Pero Alfonso García-Ramos es, a la vez, un nexo entre esta generación y el que José Domingo denominara “Grupo Universitario de La Laguna”,  integrado por Gilberto Alemán, Violeta Alicia, Eliseo Izquierdo, Arturo Maccanti, Felipe Baeza, Fernando García-Ramos, Emilio Sánchez Ortiz y Elfidio Alonso.
Desde su primera juventud se manifestó su temprana vocación literaria y siendo alumno de la universidad lagunera colaboró muy activamente con la tribuna del Ateneo, la Casa del estudiante y, de forma especial, con la revista universitaria Nosotros. De esa época es su primera narración corta, Romera, breve cuento de tema canario que fue publicado en 1952 en el volumen X de la antología Cuentos nuevos de Ediciones Rvmbos, junto con otros veintidós trabajos de jóvenes cuentistas. Años más tarde, en Madrid, se vinculó a diversos grupos literarios y teatrales, insumisos al régimen político, y participó en los Encuentros Poesía-Universidad y en la organización del Congreso de Estudiantes. En 1957 fue finalista del “Premio Benito Pérez Armas” con  la novela  sobre la emigración  Las islas van mar afuera, novela que quedó inédita por casi setenta años, hasta que fuese recuperada por la Profesora Thenesoya V. Martín De la Nuez, en 2024.
Esta trayectoria comenzó a consolidarse en 1959 cuando ganó el I premio para novela corta del concurso “Santo Tomás de Aquino” del Distrito Universitario de La Laguna con la novela Teneyda, cuya edición se agotó muy pronto.
En 1973 sobre esta novela declaraba el autor en la conferencia Mi novela y las características históricas pronunciada dentro del Ciclo sobre Narrativa Canaria, organizado por la Universidad Internacional de Canarias "Pérez Galdós", en la Casa de Colón de Las Palmas de Gran Canaria: 

"[...] que había tratado de incorporar en Teneyda el lenguaje de los campesinos canarios de su juventud, que “con un corto abanico de palabras logran una gran expresividad, cargando los vocablos de sentidos singulares, entreverándolos con elocuentes silencios, hilvanándolos en rodeos y circunloquios que llegan al mismo centro de las cosas”. Se lamentaba entonces de que “la crítica se había equivocado al encasillar a Teneyda en el capítulo de la novela regional, sin darse cuenta de que significaba justamente el fin de ella…”, dado que, precisamente, “había prescindido de malformaciones fonéticas y de formas dialectales”, tratando de profundizar en ese realismo del campesino canario pleno a la vez de escepticismo y ternura.

Estas obras previas culminaron en 1971 con la publicación de la novela Guad con la que obtuvo el “Premio Benito Pérez Armas” de la Caja General de Ahorros de Santa Cruz de Tenerife en 1970. Guad ha tenido varias ediciones y, sin duda, hay en ella recursos modernos y estéticos que la convierten en una gran novela. Guad marcó el comienzo de la renovación de la narrativa canaria de posguerra. Esta novela tiene una estructura narrativa realista en el sentido de que la acción y los personajes de libro aparecen nítidamente dibujados sin ambigüedades ni secretos, si bien esa realidad, seleccionada trasciende la mera estampa costumbrista. La novela relata la vida de los obreros en las galería de agua de la isla, y alude a su relación con el mezquino entramado económico que manipula esa riqueza esencial.
Señala Domingo Pérez Minik que:

"[...] Guad es una novela esencialmente social. [...] La posición de Alfonso García-Ramos ante la realidad que nos presenta con su carga explosiva social es completamente distinta. Las actitudes pueden ostentar una gama muy extensa, desde la sentimental hasta la ideológica, la abstracta, la mágica, la problemática. Nuestro escritor mantiene, muy en su lugar, todas aquellas juntas pero no confundidas [...] El asunto se enreda alrededor de la perforación de una galería del sur de una isla en una zona pobre, seca, dejada de la mano de Dios. No de los caciques. Tiene un trasfondo de la Guerra Civil, de la paz que siguió, de la nueva sociedad imperante. Unos, muy pocos en lo alto de la pirámide. Los otros, los más, en la base. Los intereses desplegados, esos negocios sucios y el pueblo que lo aguanta todo. Lo de siempre. Siendo un tema conocido parece nuevo[...] El cuento de nunca acabar que necesita de una nueva legislación que no llega, con sus víctimas y todo. El agua al fin brota a chorros, pero no sabemos a quien aprovechará."

De esta novela ha dicho Gregorio Salvador Caja: 

" [...] lo que García-Ramos nos ofrece es un manojo de vidas palpitantes de personajes labrados por el tiempo, cada uno con su sed. Personajes persona. Un grupo de personas, los años de las postguerra, una galería que se está abriendo en esta isla de Tenerife, en un valle cualquiera, el Valle de Tenesora, lo llama el autor, esa es la sustancia de contenido de la novela. Pero no nos equivoquemos con estos datos enviando sin más la obra al rincón de la literatura costumbrista, más o menos folklórica y de corto vuelo doméstico. [...] García-Ramos sabe perfectamente lo que es una novela, quiere llamarle así con propiedad a su texto y no se para en barras descriptivas, no se estanca en efusiones líricas intemporales, el tiempo avanza siempre, se superpone a veces, se remonta en múltiples ocasiones al pasado para iniciar nuevos avances en el recuerdo. [...]es una novela excelente. Una novela en Canarias, y una novela en cualquier lugar donde se hable español".

También José Domingo se ocupa de ella:

"Nos hallamos ante una novela social, en cuanto aspira no solo a retratar una situación, sino a apuntar también su injusticia y a separar a los protagonistas en justos e injustos, en coadyuvantes a mantener el sistema y en perjudicados por éste, aunque sin la rigidez prototípica que suele aparecer en muchas de estas novelas.

"Describe esta novela la lucha por obtener el agua en la isla de Tenerife y el conglomerado de intereses tejidos en torno a la comercialización de tales empresas. El vigor narrativo, la sobriedad de medios y la elusión de un fácil costumbrismo confieren una notable calidad a esta novela, de interesante valor testimonial y humano".

En 1979, casi una década después, Tristeza sobre un caballo blanco, la última novela de Alfonso García-Ramos ganó, con el voto unánime del jurado,  el "Premio Agustín Espinosa" en su primera convocatoria. Esta obra no pudo verla publicada su autor, pues se editó de manera póstuma en el mes de octubre de 1980. Es una novela de fantasía realista en la que se unen lo mágico, lo real, lo autobiográfico y una preocupación muy honda por las islas, por la identidad canaria que define a través de una triple perspectiva: la fuerza de las raíces guanches, el mestizaje secular con la España peninsular y la emigración a Latinoamérica, a Venezuela en la novela. 
En 1985 esta obra fue llevada a los escenarios por la compañía "Samborombon-Teatro", en una adaptación teatral realizada por Pascual Arroyo, con escenografía del pintor Gonzalo González y música de Alberto Delgado. Se representó por primera vez en el Teatro Guimerá de Santa Cruz de Tenerife. 
Alfonso García-Ramos trabajaba en el libro Cuando la yerba era verde, “memorias líricas y mínimas” -como las denominaba su autor- cuando la enfermedad que padecía truncó su vida.
En 2024, la profesora Thenesoya V. Martín de la Nuez publica una edición crítica de la novela Las islas van mar afuera que había permanecido inédita, en cuyo prólogo asegura que esta novela germinal "es la pieza perdida del rompecabezas, esa que finalmente nos permite contemplar [...] la imagen completa del archipiélago literario que conforma la obra del autor."

## Premios y reconocimientos
- Teneyda (Premio "Santo Tomás de Aquino", 1959)
- Guad (Premio "Benito Pérez Armas", 1970)
- Tristeza sobre un caballo blanco (Premio "Agustín Espinosa", 1979)

## El periodista
Las primeras incursiones en el periodismo de Alfonso García-Ramos se produjeron mientras estudiaba el bachillerato cuando, junto con varios compañeros, confeccionaba la revista Ecos del Iriarte, de periodicidad semanal. Pero es al llegar a la Universidad de La Laguna cuando tomó contacto con el periodismo juvenil, primero en la revista  Arriba España y luego en Nosotros, promovidas por el SEU del Distrito Universitario.
Ya en la Escuela oficial de Periodismo de Madrid, enviaba frecuentes colaboraciones a los periódicos El Día y La Tarde, trabajos en los que ya se manifestaba su preocupación por los temas sociales y políticos. También en estos años comenzó a colaborar con Radio Nacional. En 1958 regresó a Tenerife y se incorporó desde un principio a la redacción de La Tarde. A este periódico se mantuvo vinculado hasta el final de su vida, a excepción de los meses de abril a noviembre, de 1962 en que se hizo cargo de la dirección del Diario de Avisos, cuando éste todavía se editaba en Santa Cruz de La Palma. También fue colaborador habitual en la redacción de la Hoja del Lunes de Tenerife.
Su primera sección fija en La Tarde fue Quisicosas que firmaba con el seudónimo "Chantecler", el mismo que su abuelo paterno don Rosendo García-Ramos y Bretillard solía usar en sus colaboraciones en la prensa tinerfeña de su tiempo. En Quisicosas se publicó Un barco en la "badía", con el que obtuvo en 1961 el premio de periodismo "Leoncio Rodríguez". Entre 1964 y 1965 mantiene la doble columna De aquí para allá y un año después inicia Santa Cruz al día. Finalmente  En hora que sostuvo hasta poco antes de comenzar Pico de águilas.
Eliseo Izquierdo introduce su estudio y antología sobre esta columna con las siguientes palabras:  "Entre marzo de 1974 y febrero de 1980, Alfonso García-Ramos publicó en el periódico La Tarde de Santa Cruz de Tenerife [...] cerca de mil cuatrocientos artículos bajo el rótulo Pico de águilas. El primero apareció días antes de que fuera confirmado en la dirección del vespertino tinerfeño, que venía desempeñando interinamente, y el último cuando sólo faltaba un mes para que se produjera su fallecimiento".
Pico de águilas coincide, pues, con una etapa muy importante de la vida española, que lo es también para el archipiélago canario. Son los años del tránsito del franquismo a la democracia, los de la recuperación progresiva de las libertades frente a las resistencias y los embates de quienes porfiaban por la perpetuación de la dictadura, los del paso de un Estado fuertemente centralista al Estado de las Autonomías".
Si algo caracteriza a Pico de águilas es la contundencia y la convicción de sus comentarios, su estilo directo y cercano al pueblo, poco tendente a la utilización de un lenguaje excesivamente técnico que podría alejarle de la mayoría de la población y evitaría que el eco de sus palabras, o mejor dicho, las necesidades de Tenerife continuaran pasando desapercibidas.